# Брезница (Грчка)
Брезница (Ватохори) је насеље у Грчкој у општини Преспа, периферија Западна Македонија. Према попису из 2021. било је 10 становника.

## Географија
Брезница је удаљена око 43 km југозападно од града Лерин (Флорина) и 29 km северно од града Костура, који се налазе близу Малог Преспанског језера. Лежи на надморској висини од 880 метара. Покрај самог села тече речица Брезничка река.

## Становништво
Македонски историчар Тодор Симовски, 1998. године наводи да је Брезница словенско насеље.
Преглед становништва у свим пописним годинама од 1940. до данас:
| Година       | 1940 | 1951 | 1961 | 1971 | 1981 | 1991 | 2001 | 2011 |
| ------------ | ---- | ---- | ---- | ---- | ---- | ---- | ---- | ---- |
| Становништво | 770  | 75   | ?    | 89   | 54   | 51   | 34   | 23   |